# Žreme
Žreme is een plaats in de gemeente Sunja in de Kroatische provincie Sisak-Moslavina. De plaats telt 96 inwoners (2001).